# Bosquet des Dômes
Le bosquet des Dômes est un bosquet du jardin de Versailles, originellement appelé bosquet de la Renommée.

## Localisation
Le bosquet des Dômes est situé dans le jardin de Versailles, entre le bassin d'Apollon et le bassin de Flore. Il est délimité à l'Est par l'allée du Printemps et au Sud par le Tapis vert.

## Composition
Le bosquet est de forme ronde ; son centre est occupé par un bassin dans lequel se trouve une fontaine composée d'une vasque en marbre blanc.
Huit statues occupent les contours du bosquet.

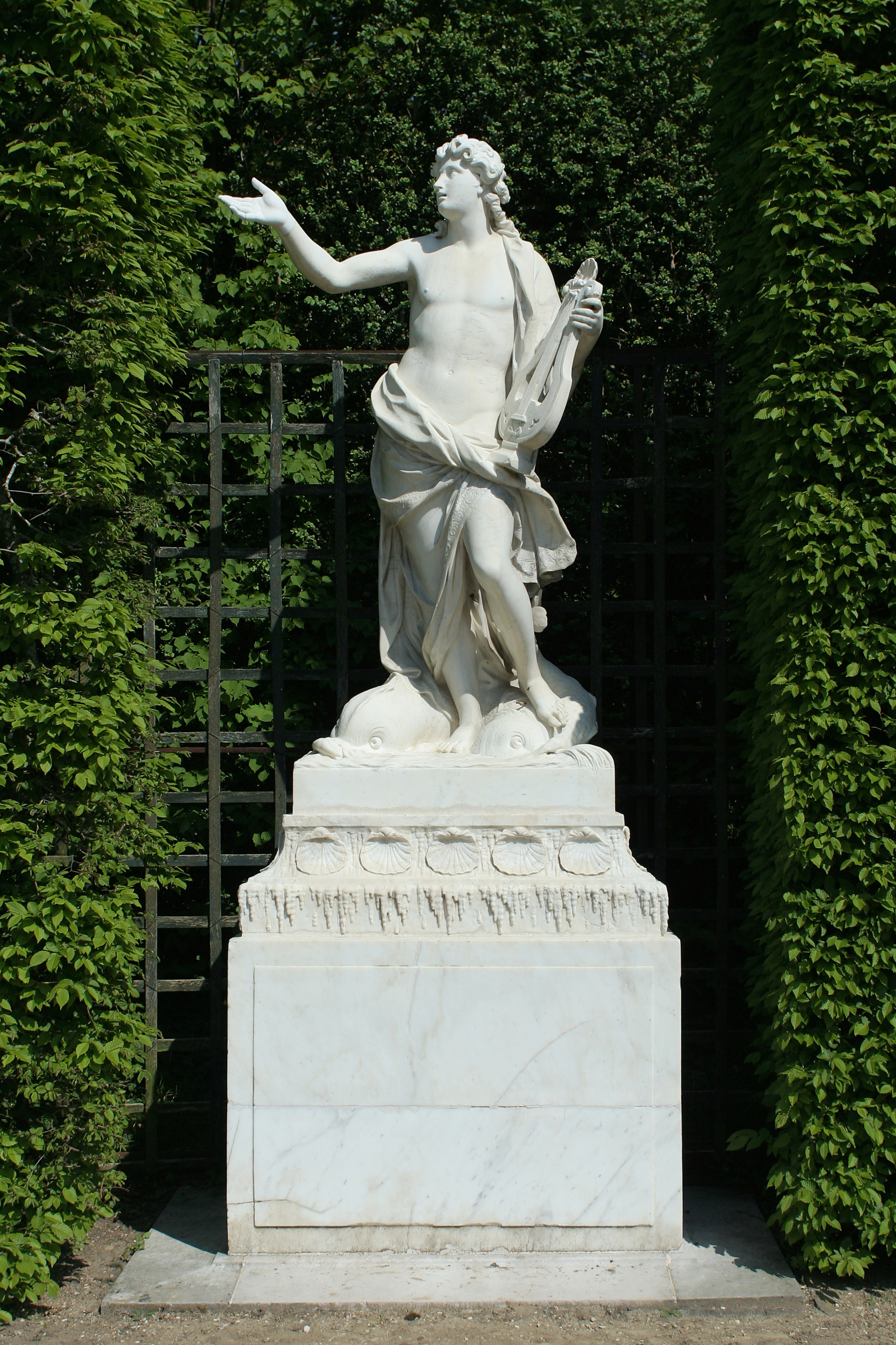
Statue d'Arion par Jean Raon
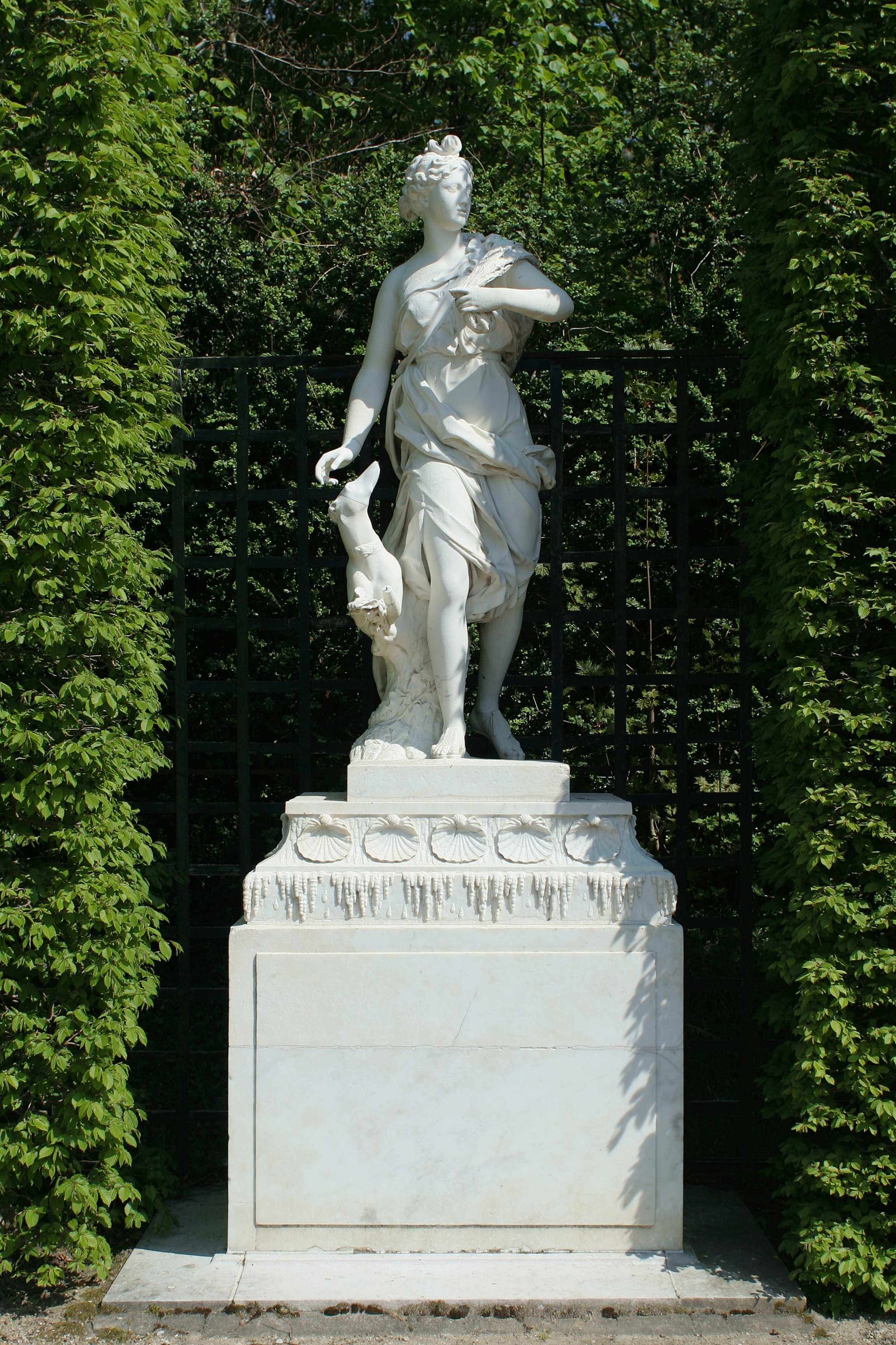
Statue de la Nymphe de Diane par Anselme Flamen
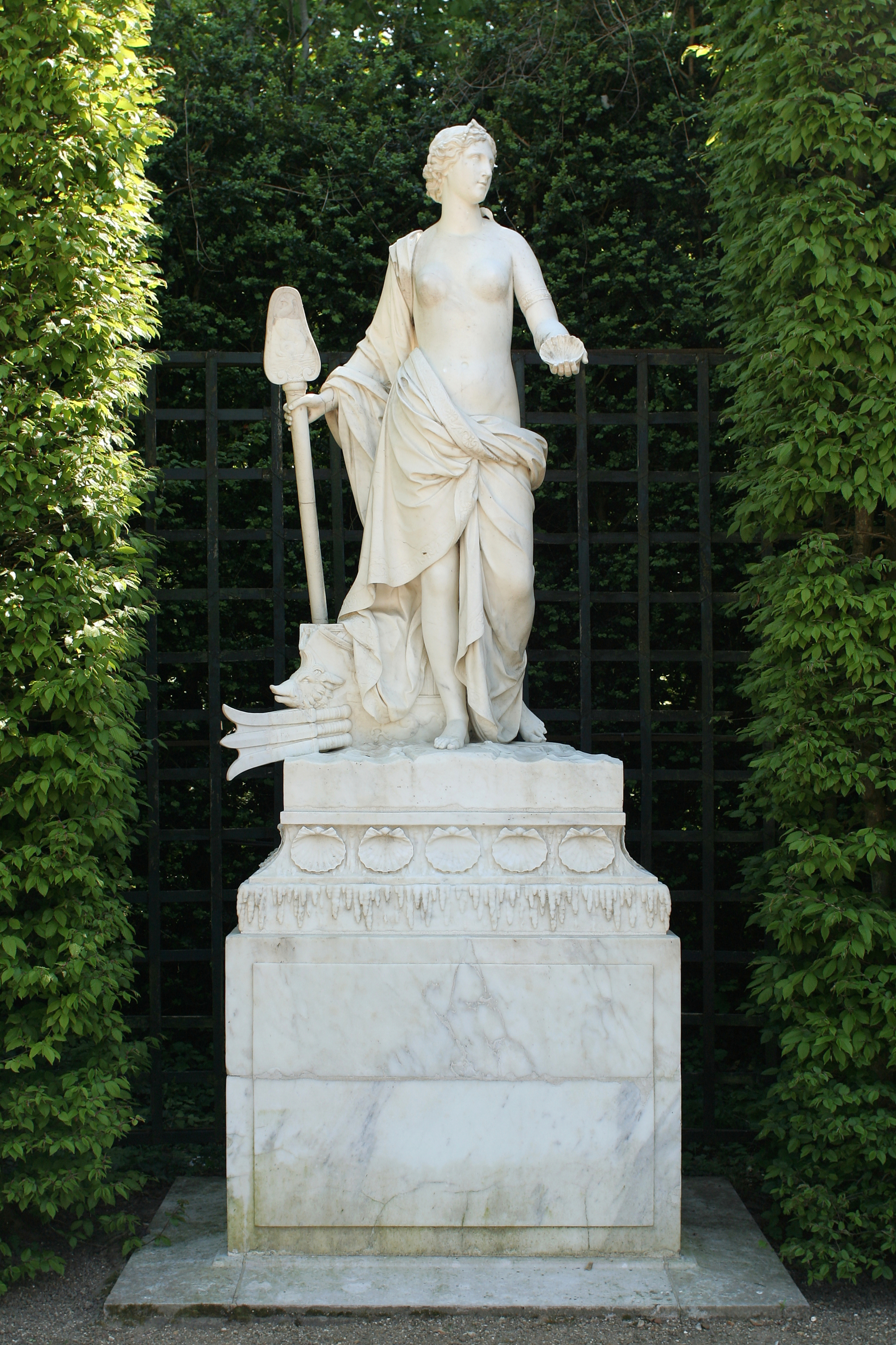
Statue d'Ino par Joseph Rayol
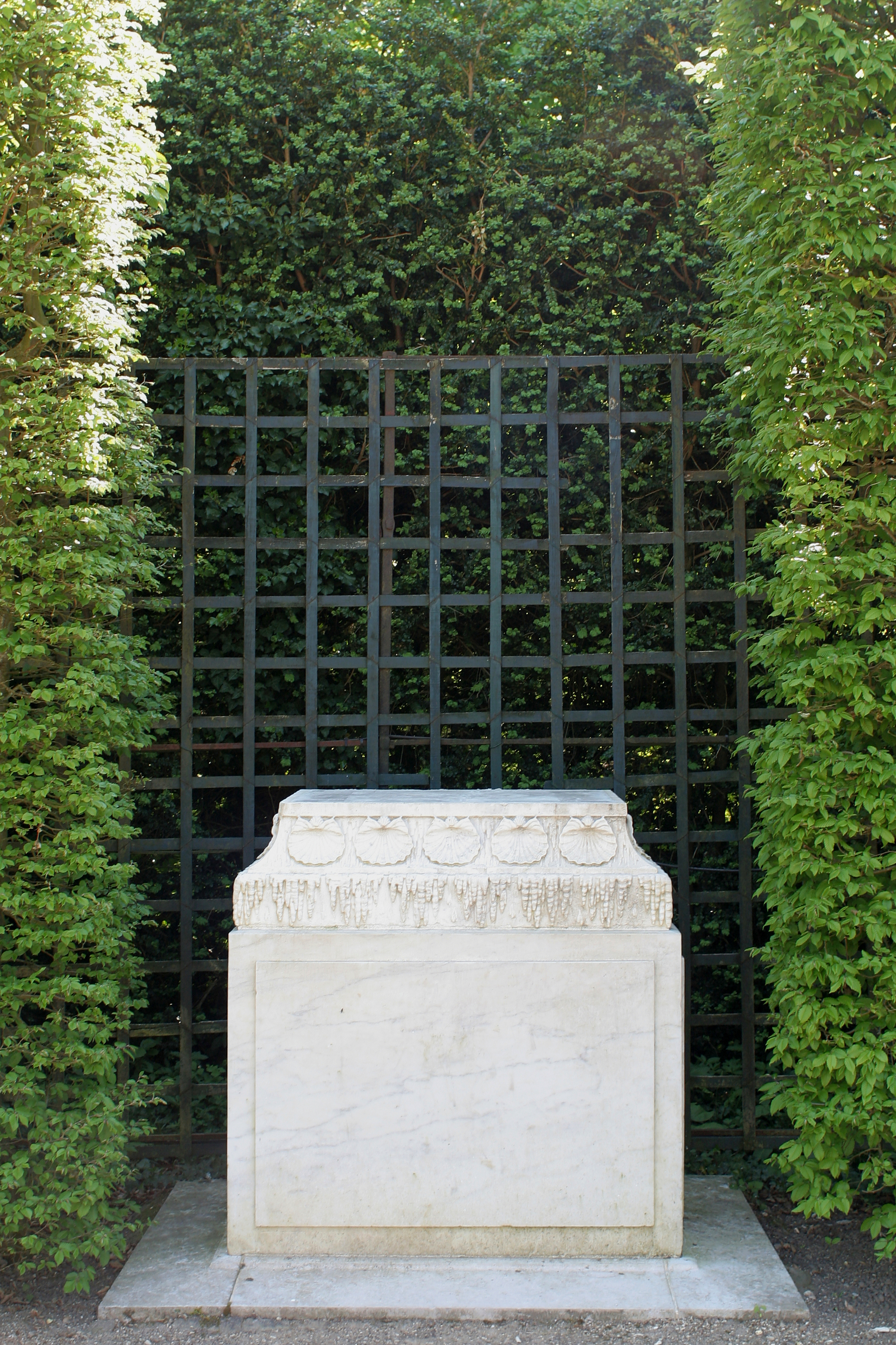
Socle de la statue Le Point du jour par Pierre Le Gros l'aîné
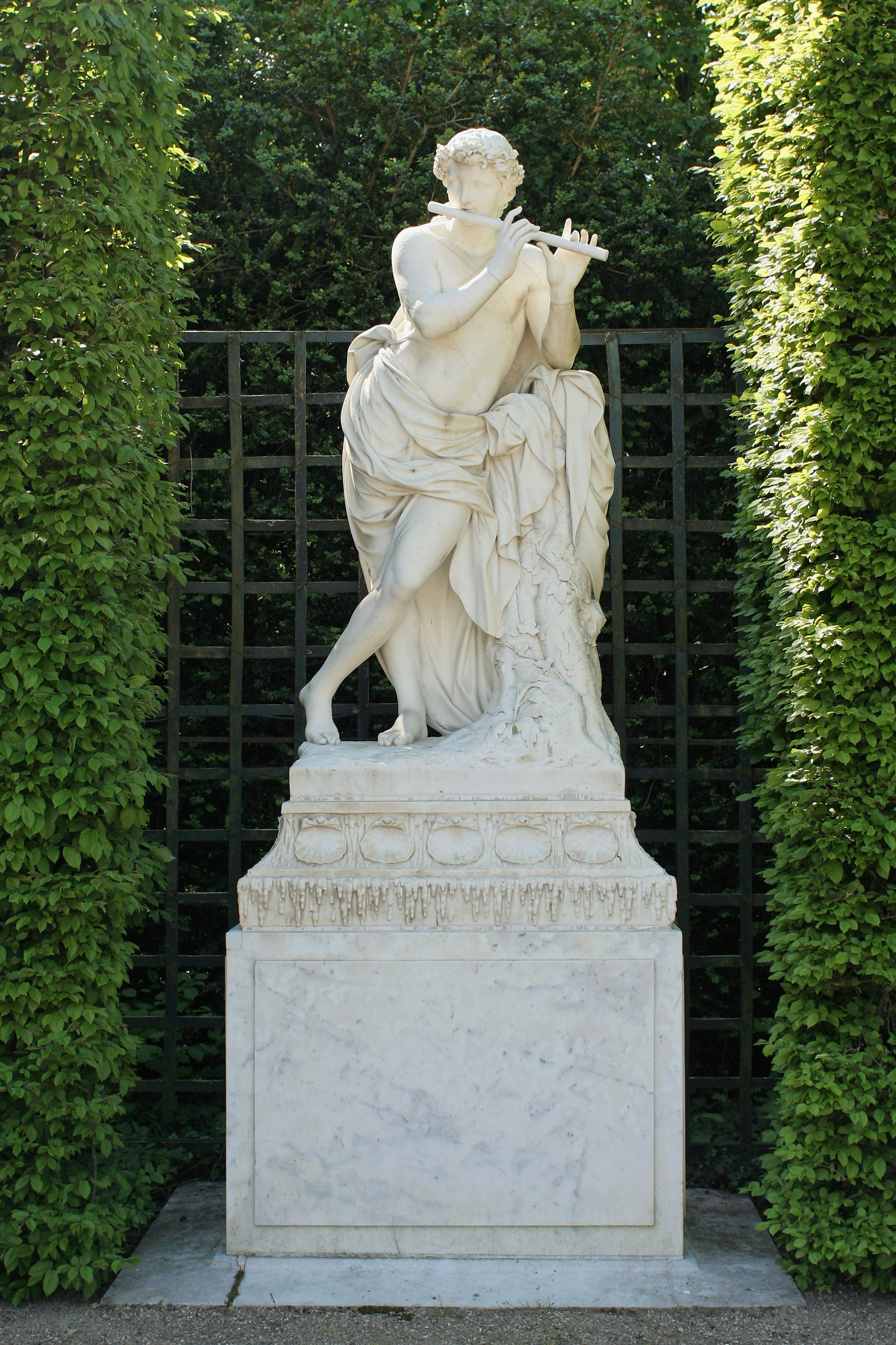
Statue d'Acis par Jean-Baptiste Tuby
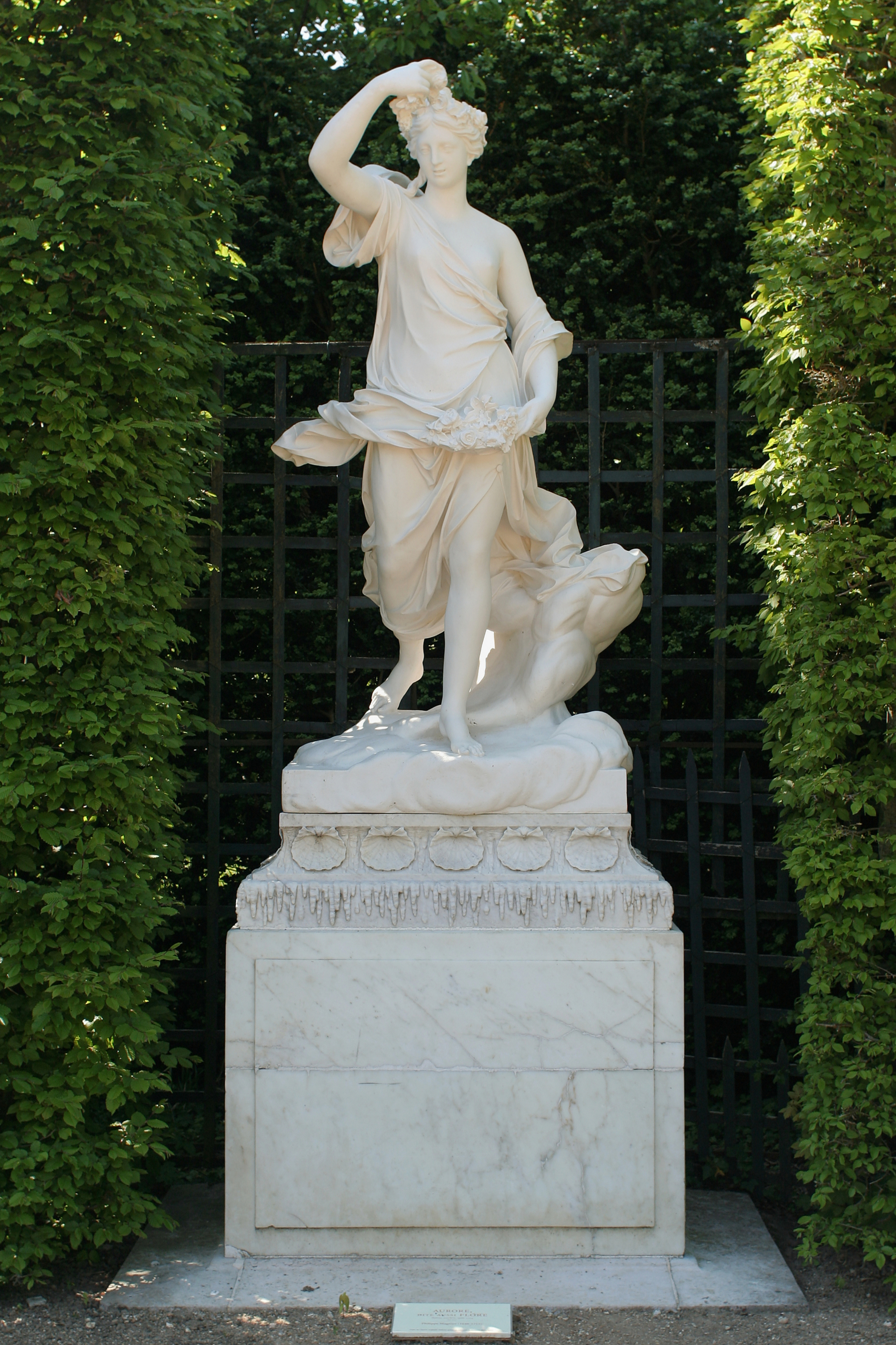
Statue d'Aurore par Philippe Magnier
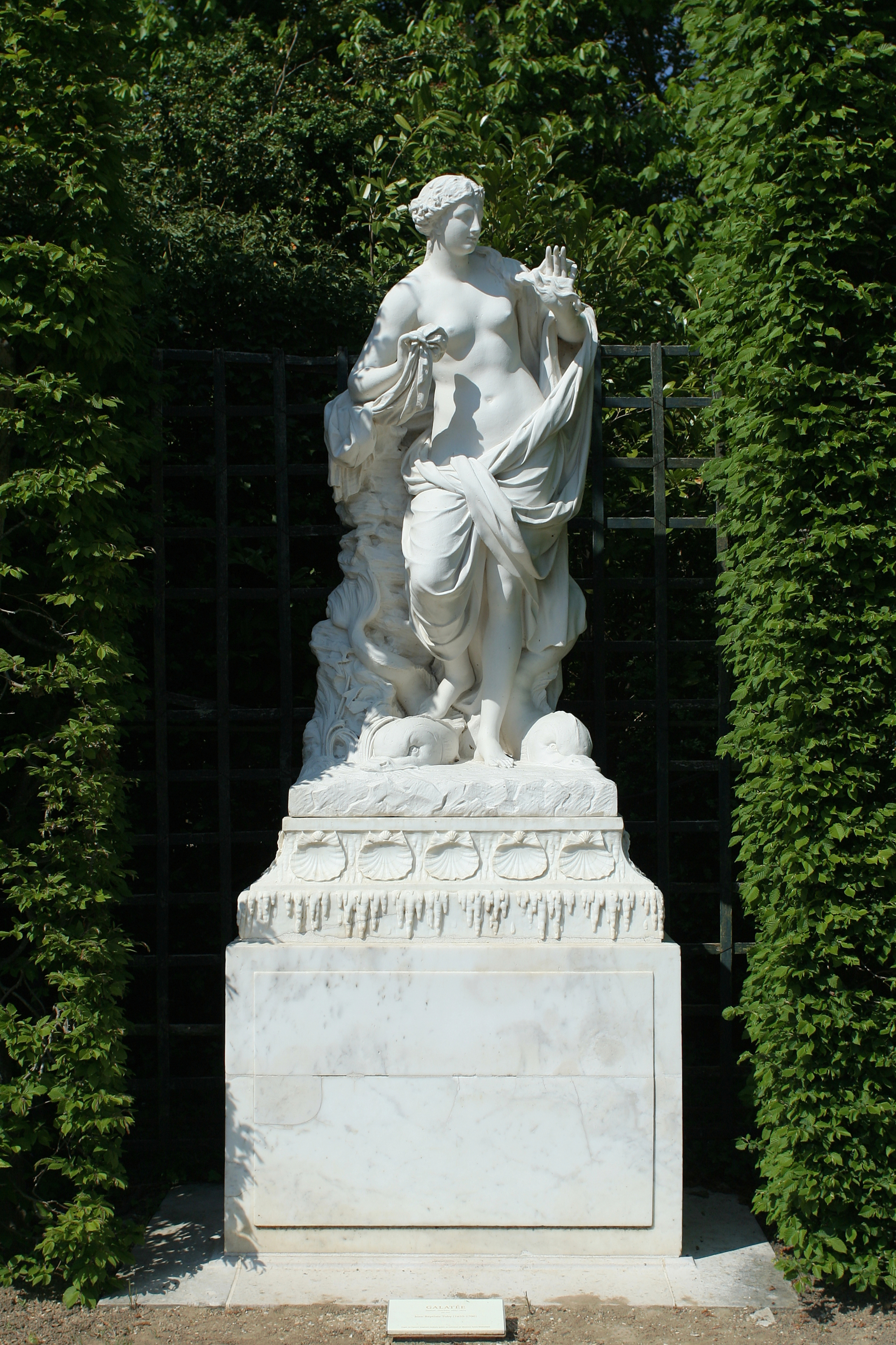
Statue de Galatée par Jean-Baptiste Tuby
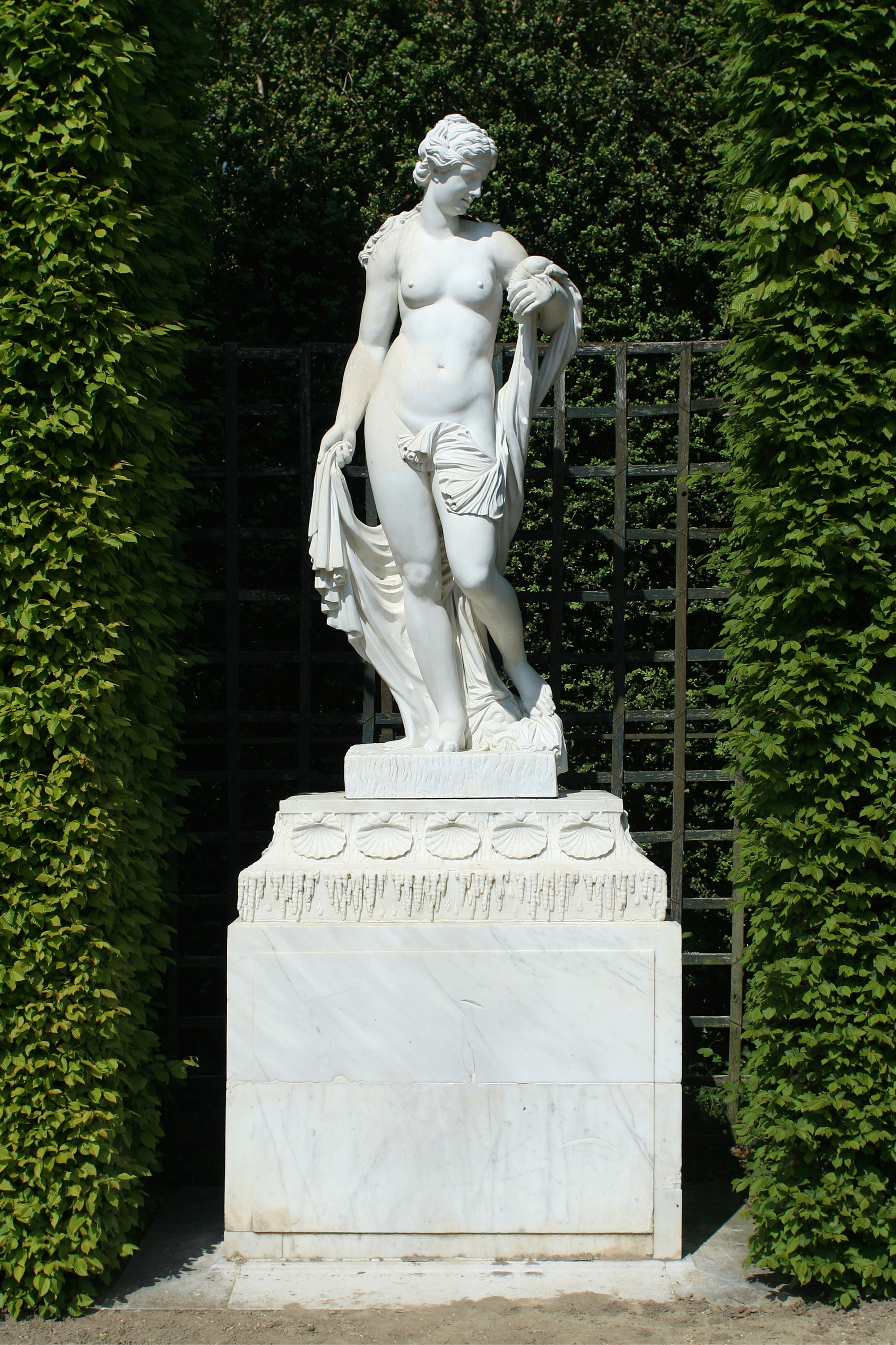
Statue d'Amphitrite d'après Michel Anguier

## Histoire
Créé en 1675 par André Le Nôtre à l'ordre de Louis XIV, il était alors orné d'une statue de la Renommée placée au milieu du bassin et dont un jet d'eau émanait de sa trompette. L'endroit fut en conséquence appelé « bosquet de la Renommée » vers 1677-1678.
Il prit ensuite le nom de « bosquet des Bains d’Apollon » lorsque les groupes de statues les Chevaux du Soleil et Apollon servi par les Nymphes, provenant de la grotte de Téthys, y furent placées entre 1684 et 1704 (à ne pas confondre avec l'actuel bosquet des Bains d'Apollon, ancien bosquet du Marais qui ne gagna ce nouveau nom éponyme qu'après que ce même groupe de statues y fut déménagé en 1778).
Son nom actuel de bosquet des Dômes lui vient des deux pavillons de marbre blanc surmontés de dômes construits par Jules Hardouin-Mansart en 1677. Ces deux pavillons ont été détruits en 1820.
Aujourd'hui, le bosquet a été remis en valeur par un entretien des marbres et une reprise de l'étanchéité du rideau d'eau formant la main courante. Cela a permis de mettre en valeur un décor de grande qualité, ignoré par les visiteurs (il n'est pas sur le chemin conseillé sur les plans de visite lors des grandes eaux musicales) au contraire des bosquets voisins, l'Encelade et la Colonnade. À la suite de ces travaux de remise en valeur, une étude de projet de restauration est en cours de réflexion.